# Ggplot2

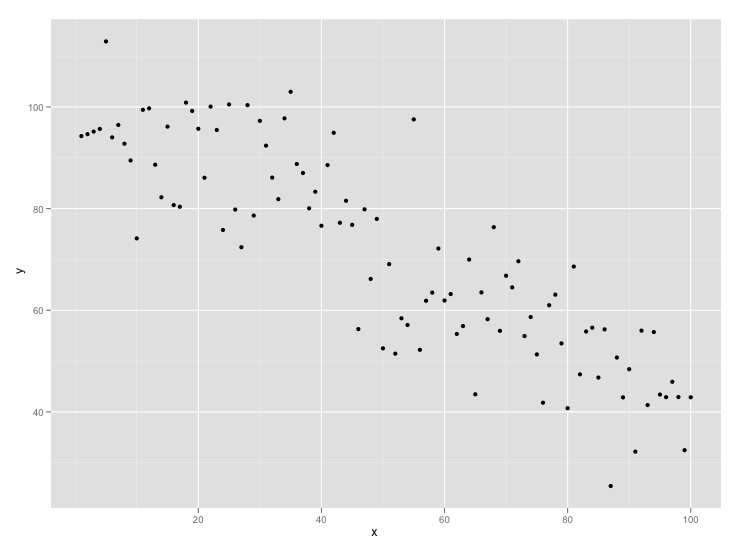
Bodový graf vytvořený pomocí balíku ggplot2

Stejný graf vytvořený výchozím systémem pro tvorbu grafů

ggplot2 je balík pro vizualizaci dat pro prostředí R, vytvořený roku 2005 Hadleym Wickhamem. Balík je implementací přístupu k vytváření grafů označovaného jako grammar of graphics, jenž byl popsán Lelandem Wilkinsonem a který graf sémanticky člení na součásti s odlišným významem, jako jsou například osy či vrstvy. Balík může sloužit jako náhrada výchozího systému tvorby grafů a od doby svého vzniku se zařadil mezi nejpopulárnější balíky pro R. Je zveřejněn pod licencí GNU GPL.
V porovnání s výchozím systémem je možné při použití ggplotu používat vyšší míru abstrakce, zpracování kódu je ale náročnější na výpočetní čas.
V březnu 2012 byla vydána verze 0.9.0, která zahrnovala změny týkající se tvorby os a vrstev, v květnu 2012 ji následovala opravná verze 0.9.1. Verze 0.9.2 ze září 2012 přinesla přepracovanou implementaci témat vzhledu.